# Alexandromys
Alexandromys – rodzaj ssaków z podrodziny karczowników (Arvicolinae) w obrębie rodziny chomikowatych (Cricetidae).

## Rozmieszczenie geograficzne
Rodzaj obejmuje gatunki występujące w Eurazji i Ameryce Północnej.

## Morfologia
Długość ciała (bez ogona) 79–176 mm, długość ogona 21–98 mm, długość ucha 7–21 mm, długość tylnej stopy 12–26 mm; masa ciała 13–149 g.

## Systematyka
Rodzaj zdefiniował w 1914 roku rosyjski przyrodnik Siergiej Ogniow w artykule poświęconym ssakom z dolnego biegu rzeki Tuman, opublikowanym w czasopiśmie Dniewnik zoołogiczeskogo otdielenija Impieratorskogo Obszczestwa lubitielej jestiestwoznanija, antropołogii i etnografii. Gatunkiem typowym jest (oznaczenie monotypowe) jest nornik wschodni (A. fortis). 

### Etymologia
- Alexandromys: Alexander; gr. μυς mus, μυος muos ‘mysz’[10].
- Pallasiinus: Peter Simon Pallas (1741–1811), niemiecki przyrodnik, podróżnik[2]. Gatunek typowy (oryginalne oznaczenie): Mus oeconomus Pallas, 1776.
- Suranomys: rzeka Suran, wschodnia Francja; gr. μυς mus, μυος muos ‘mysz’[3]. Gatunek typowy (oryginalne oznaczenie): †Microtus malei Hinton, 1927.
- Oecomicrotus: zbitka wyrazowa nazwy gatunkowej Mus oeconomus Pallas, 1776 (nornik północny) oraz nazwy rodzajowej Microtus Schrank, 1798 (nornik)[4]. Gatunek typowy (oryginalne oznaczenie): Mus oeconomus Pallas, 1776.
- Yushanomys: pasmo Yushan, Tajwan; gr. μυς mus, μυος muos ‘mysz’[5]. Gatunek typowy (oryginalne oznaczenie): Microtus kikuchii Kuroda, 1920.

### Podział systematyczny
Do rodzaju należą następujące występujące współcześnie gatunki zgrupowane w kilku podrodzajach:
| Podrodzaj      | Grafika | Gatunek                    | Autor i rok opisu                               | Nazwa zwyczajowa   | Podgatunki         | Rozmieszczenie geograficzne | Podstawowe wymiary                           | Status IUCN |
| -------------- | ------- | -------------------------- | ----------------------------------------------- | ------------------ | ------------------ | --- | -------------------------------------------- | ----------- |
| Alexandromys   |         | Alexandromys fortis        | (Büchner, 1889)                                 | nornik wschodni    | 6 podgatunków      | Rosja (Zabajkale i dorzecze rzeki Amur), północno-wschodnia Mongolia, wschodnia Chińska Republika Ludowa i Półwysep Koreański                                      | DC: 11,5–17,5 cm DO: 3,7–7,5 cm MC: 36–117 g | LC          |
| Alexandromys   |         | Alexandromys sachalinensis | (Vasin, 1955)                                   | nornik sachaliński | gatunek monotypowy | endemit Rosji (lasy północnej i środkowej części wyspy Sachalin)                                                                                                   | DC: 10,8–17,6 cm DO: 3,4–7,4 cm MC: 30–149 g | LC          |
| Alexandromys   |         | Alexandromys maximowiczii  | (Schrenk, 1859)                                 | nornik amurski     | 2 podgatunki       | wschodnia Rosja (południowo-wschodnia Rosja), północna i wschodnia Mongolia oraz północno-wschodnia Chińska Republika Ludowa                                       | DC: 11,1–15,2 cm DO: 2,8–5,7 cm MC: 25–95 g  | LC          |
| Alexandromys   |         | Alexandromys mujanensis    | (Orlov & Kovalskaya, 1978)                      | nornik buriacki    | gatunek monotypowy | endemit Rosji (południowa Syberia (3 małe, odizolowane obszary północno-wschodniej Buriacji i północnego Kraju Zabajkalskiego))                                    | DC: 11–15,8 cm DO: 3,4–5,8 cm MC: 41–97 g    | DD          |
| Alexandromys   |         | Alexandromys evoronensis   | (Kovalskaya & Sokolov, 1980)                    | nornik samotny     | gatunek monotypowy | endemit Rosji (3 małe, izolowane obszary w dorzeczu dolnego biegu rzeki Amur)                                                                                      | DC: 112,2–15,7 cm DO: 4–6,5 cm MC: 51–91 g   | DD          |
| Alexandromys   |         | Alexandromys mongolicus    | (Radde, 1862)                                   | nornik mongolski   | gatunek monotypowy | południowa Syberia (na wschód od Republiki Ałtaju), północna i wschodnia Mongolia i północno-wschodnia Chińska Republika Ludowa (od Mongolii Wewnętrznej do Jilin) | DC: 8,1–12,3 cm DO: 2,1–3,9 cm MC: 13–40 g   | LC          |
| Alexandromys   |         | Alexandromys alpinus       | Lissovsky, Yatsentyuk, Petrova & Abramson, 2017 |                    | gatunek monotypowy | endemit Mongolii (Changaj i przyległe obszary) | DC: 8,8–12,5 cm DO: 2,1–2,9 cm MC: 16–27,3 g | NE          |
| Alexandromys   |         | Alexandromys middendorffii | (Poljakov, 1881)                                | nornik tundrowy    | 3 podgatunki       | endemit Rosji (tundra arktyczna i subarktyczna od północnej części gór Ural do Czukockiego Okręgu Autonomicznego)                                                  | DC: 9,9–15 cm DO: 2,1–4,2 cm MC: 20–70 g     | LC          |
| Alexandromys   |         | Alexandromys shantaricus   | (Ognev, 1929)                                   |                    | gatunek monotypowy | endemit Rosji (północne i zachodnie wybrzeże Morza Ochockiego (południowy Magadan, północny i środkowy Chabarowsk oraz południowo-wschodnia Jakucja)               | DC: 9,5–13 cm DO: 2,8–4,4 cm MC: 17–51 g     | NE          |
| Oecomicrotus   |         | Alexandromys oeconomus     | (Pallas, 1776)                                  | nornik północny    | 25 podgatunków     | północne państwo holarktyczne od Holandii i północnego Półwyspu Fennoskandzkiego na wschód do północno-zachodniej Kanady, na południe do Węgier i Tienszan         | DC: 7,9–15 cm DO: 2,8–6 cm MC: 36–78 g       | LC          |
| Oecomicrotus   |         | Alexandromys limnophilus   | (Büchner, 1889)                                 | nornik jeziorny    | 2 podgatunki       | zachodnia Mongolia i środkowa Chińska Republika Ludowa (Qinghai, Gansu, Ningxia, Shaanxi i Syczuan); prawdopodobnie wschodni Tybet                                 | DC: 8,8–12 cm DO: 2,9–4,9 cm MC: 35–54 g     | LC          |
| Yushanomys     |         | Alexandromys kikuchii      | (Kuroda, 1920)                                  | nornik tajwański   | gatunek monotypowy | endemit Tajwanu (surowe pasma górskie) | DC: 10–14 cm DO: 8–9,8 cm MC: 37–43 g        | LC          |
| Incertae sedis |         | Alexandromys montebelli    | (Milne-Edwards, 1872)                           | nornik japoński    | gatunek monotypowy | endemit Japonii (Honsiu, Kiusiu, Sadoga-shima i Noto-jima) | DC: 9,5–13,6 cm DO: 2,9–5 cm MC: 22–62 g     | LC          |

Kategorie IUCN:  LC  – gatunek najmniejszej troski,  DD  – gatunki o nieokreślonym stopniu zagrożenia;  NE  – gatunki niepoddane jeszcze ocenie.
Opisano również gatunki wymarłe z plejstocenu:
- Alexandromys epiratticepoides (Kawamura, 1988)[16] (Japonia)
- Alexandromys maekawai (Tokunaga & Mori, 1939)[17] (Korea Północna)
- Alexandromys malei (Hinton, 1907)[18] (Wielka Brytania)
- Alexandromys minoeconomus (Zheng Shaohua & Cai Baoquan, 1991)[19] (Chińska Republika Ludowa)
- Alexandromys nivalinus (Hinton, 1923[20] (Wielka Brytania)
- Alexandromys protoeconomus Rekovets, 1994[21] (Ukraina).